# 彭查格·查干
彭查格·查干（1959年—）蒙古族，蒙古巴彦乌列盖省布尔干县（Bulgan）人，蒙古国政治人物。

## 生平
查干于1959年生于巴彦乌列盖省布尔干县（Bulgan）。1979年至1980年在蒙古国立大学学习。1980年起，在莫斯科国际关系学院学习，1985年自法律专业毕业。1991年，在海牙国际法学院学习。1993年至1994年，在华盛顿大学学习。
1985年至1990年，查干担任蒙古工会（Mongolian Trade Unions）中央委员会顾问。随后他担任国家小呼拉尔书记布亚拉格·齐木德（Byaraagiin Chimed）的助理，直到1992年。1992年短暂出任蒙古劳动部副部长之后，查干出任总统秘书处的助理之一。1995年4月郭勒穆特银行（Golomt Bank）成立后，查干担任该银行董事长，一直任至其出任蒙古国财政部部长。1996年至1998年，查干担任蒙古国财政部部长。1999年7月起，查干担任蒙古民族民主党总书记办公室政治部主任。
2000年3月起，查干担任门德赛汗·恩赫赛汗的总理国际公司（Premier International Company）副主席。在2000年7月举行的国家大呼拉尔选举中，查干作为蒙古民族民主党（民主联盟）候选人在乌兰巴托第61（Khan-Uul）选区失败。2002年，查干担任Deltasan信贷公司（Deltasan Finance Company）的CEO。2004年9月，被选入蒙古民主联盟（Mongolian Democratic Alliance）主席团。2004年8月，被任命为总理查希亚·额勒贝格道尔吉的财政助理。随后，自2004年9月至2006年1月，担任蒙古国教育、文化和科学部部长。2009年6月，总统查希亚·额勒贝格道尔吉提名其担任总统助理，负责矿业、能源及基础设施政策。